# Justyna Czapla
Justyna Czapla (Ruda Śląska, 24 januari 2004) is een Duits baan- en wegwielrenster.

## Carrière
Begin juli 2022 werd Czapla nationaal kampioen op de weg bij de junioren. Vier dagen later won ze de Europese titel in het tijdrijden. In de wegwedstrijd op datzelfde Europese kampioenschap eindigde ze op de achtste plaats. Later die maand won ze ook de nationale titel in het tijdrijden. In september van dat jaar werd ze tweede in de tijdrit en vijftiende in de wegwedstrijd, beide gewonnen door Zoe Bäckstedt, op het wereldkampioenschap.
Als eerstejaars belofte, in 2023, maakte Czapla de overstap naar de opleidingsploeg van Canyon//SRAM. In juni van dat jaar werd ze, achter Antonia Niedermaier en Linda Riedmann, derde op het nationale beloftenkampioenschap tijdrijden. Na slechts één seizoen in de opleidingsploeg werd Czapla in 2024 overgeheveld naar de hoofdmacht van de ploeg. In februari maakte ze haar debuut in de World Tour, toen ze aan de start stond van de Ronde van de Verenigde Arabische Emiraten. Later dat seizoen nam ze deel aan onder meer de Waalse Pijl en werd ze nationaal kampioen tijdrijden bij de beloften. Haar nationale tijdrittitel verdedigde ze een jaar later met succes. Anderhalve week later stond ze voor het eerst aan de start van de Ronde van Italië.

## Palmares

### Baanwielrennen
| Jaar        | DK                                                                | EK                                                       | WK          | Overige     |
| Als belofte | Als belofte                                                       | Als belofte                                              | Als belofte | Als belofte |
| ----------- | ----------------------------------------------------------------- | -------------------------------------------------------- | ----------- | ----------- |
| 2023        |                                                                   | 5e achtervolging 5e ploegenachtervolging 6e koppelkoers  |             |             |
| 2024        |                                                                   | koppelkoers · 4e achtervolging · 5e ploegenachtervolging |             |             |
| Als elite   |                                                                   |                                                          |             |             |
| 2023        | achtervolging · scratch · koppelkoers · 6e afvalkoers · 9e omnium |                                                          |             |             |
| 2024        | achtervolging · koppelkoers · scratch                             |                                                          |             |             |

### Wegwielrennen
2022
 Duits kampioene op de weg, Junioren
 Europees kampioene tijdrijden, Junioren
 Duits kampioene tijdrijden, Junioren
2024
 Duits kampioene tijdrijden, Beloften
2025
 Duits kampioene tijdrijden, Beloften

#### Resultaten in voornaamste wedstrijden
| Jaar | Ronde van Italië | Ronde van Frankrijk | Ronde van Spanje |
| ---- | ---------------- | ------------------- | ---------------- |
| 2024 |                  |                     |                  |
| 2025 | 74e              |                     |                  |

| Jaar | Amstel Gold Race | Brabantse Pijl |
| ---- | ---------------- | -------------- |
| 2024 |                  | opgave         |
| 2025 | opgave           | 87e            |

## Ploegen
- 2023 –  Canyon//SRAM Generation
- 2024 –  Canyon//SRAM Racing
- 2025 –  CANYON//SRAM zondacrypto

Bäckstedt · Bauernfeind · Bossuyt · Bradbury · Chabbey · Cromwell · Czapla · van der Duin · Dygert · Morrice · Niedermaier · Niewiadoma · Paladin · Skalniak-Sójka · Towers
Aintila · Bäckstedt · Bauernfeind · Bradbury · Consonni · Cromwell · Czapla · van der Duin · Dygert · Klöser · Kolesava · Martins · Niedermaier · Niewiadoma · Paladin · Skalniak-Sójka · Towers · Uttrup Ludwig